# آلة كاتبة
الآلة الكاتبة أو المِرقنة (بالإنجليزية: Typewriter)‏ هي جهاز ميكانيكي أو كهروميكانيكي يستخدم لطباعة النصوص على الورق. اخترعها هنري ميل في عام 1714، ثم تطورت في القرن التاسع عشر حيث قام كروستوفر شولز بتطوير أول آلة كاتبة عملية في عام 1868. كان اختراع هذه الآلة نقطة تحول كبيرة في تاريخ تكنولوجيا الكتابة، حيث حسّنت بشكل ملحوظ من جودة التواصل والإنتاجية مقارنةً بالكتابة اليدوية. إلى أن انتشرت الحواسيب وأجهزة معالجة النصوص الإلكترونية فتراجع دور الآلة الكاتبة وأصبحت جزءًا من الماضي.

## البدايات المبكرة
سُجلت أول براءة اختراع لجهاز كتابة في عام 1714 لمخترعه هنري ميل، لكن الجهاز لم ينتج ولم ينتشر.
كما يُعتبر المخترع الإيطالي بيليغرينو توري من الرواد الأوائل في مسيرة تاريخ آلة الكتابة، حيث ابتكر جهازًا في عام 1808 كان الغرض منه مساعدة صديقته العمياء الكونتيسة كارولينا فانطوني دا فيفزانو حتى تتمكن من كتابة الرسائل لوحدها دون الحاجة إلى الآخرين.
وفي أمريكا اخترع ويليام أوستين بيرت جهازًا يُسمّى تيبوغرافير في عشرينيات القرن التاسع عشر وسُجلت براءة اختراع باسمه، ولكن هذا الجهاز لم يُعتمد حينها بشكل واسع ولم ينتشر في البلاد.

## اختراع الآلة الكاتبة
أول آلة كاتبة حققت نجاحاً تجارياً سُجلت براءة اختراعها للمخترع كروستوفر شولز وذلك في عام 1868، بالتعاون مع سامويل سولي و كارلوس جلين. وفي ستينيات القرن التاسع عشر ابتكر شولز أول آلة كاتبة عملية وناجحة تجاريًا، حيث أدخل عليها سولي آلية الإفلات والتخطي التي تنظم حركة العربة في الآلة. سُجلت براءة الاختراع في عام 1868، واشتملت تلك الآلة على ميزات وخصائص جديدة حينها مثل تطوير طريقة عمل أعمدة الكتابة، وثبات الورقة على العربة، وتنظيم حركة العربة، وآلية تحريك شريط الحبر.
ثم تطور تصميمها وفي عام 1873 بيعت حقوق الإنتاج لشركة ريمينغتون، وظهرت أول آلة كاتبة من ماركة ريمينغتون في عام 1874، وكانت تحتوي على أحرف كبيرة فقط ثم أضيف مفتاح التغيير لاحقًا ليسمح بالكتابة بالأحرف الكبيرة والصغيرة.
تتكون الآلة الكاتبة من الأجزاء الآتية
- بادئة السطر وترجيع العربة.
- بكرتي شريط التحبير.
- محبس قفل العربة.
- سكة انزلاق العربة.
- ضاغط لتغيير مسافات السطور.
- مقبض الأسطوانة.
- مفتاح لتحريك العربة إلى اليمين.
- رافعة لتحديد الأسطوانة.
- العربة.
- ضابط المسافات بين السطور.
- مرشد لجانب الورقة.
- حاجز الهامش الأيسر.
- مقياس الهامشين.
- عمود تثبيت الورقة.
- ضاغط لرفع مقياس ارتفاع الورقة.
- مرشد مستوى السطر.
- مرشد انتهاء الصفحة.
- الأسطوانة.
- ماسك لتثبيت البطاقات.
- مسند لمحو الخطأ.
- حاجز الهامش الأيمن.
- ذراع رفع الورقة ودفعها.
- رافعة لتحريك الورقة.
- غطاء خلايا الأذرع وبكرتي الشريط.
- منظم درجة اللّمس.
- جهاز الحقول.
- مفتاح للترجيع درجة.. درجة.
- مفتاح العالية، الأيمن والأيسر.
- العارضة لحركة الدرجات الفاصلة.
- نموذج مفاتيح الحروف.
- قفل مفتاح العالية.
- محول وضع شريط التحبير الملون، أو التجاوز عنه.
- مفتاح تجاوز الهامشين

## الانتشار

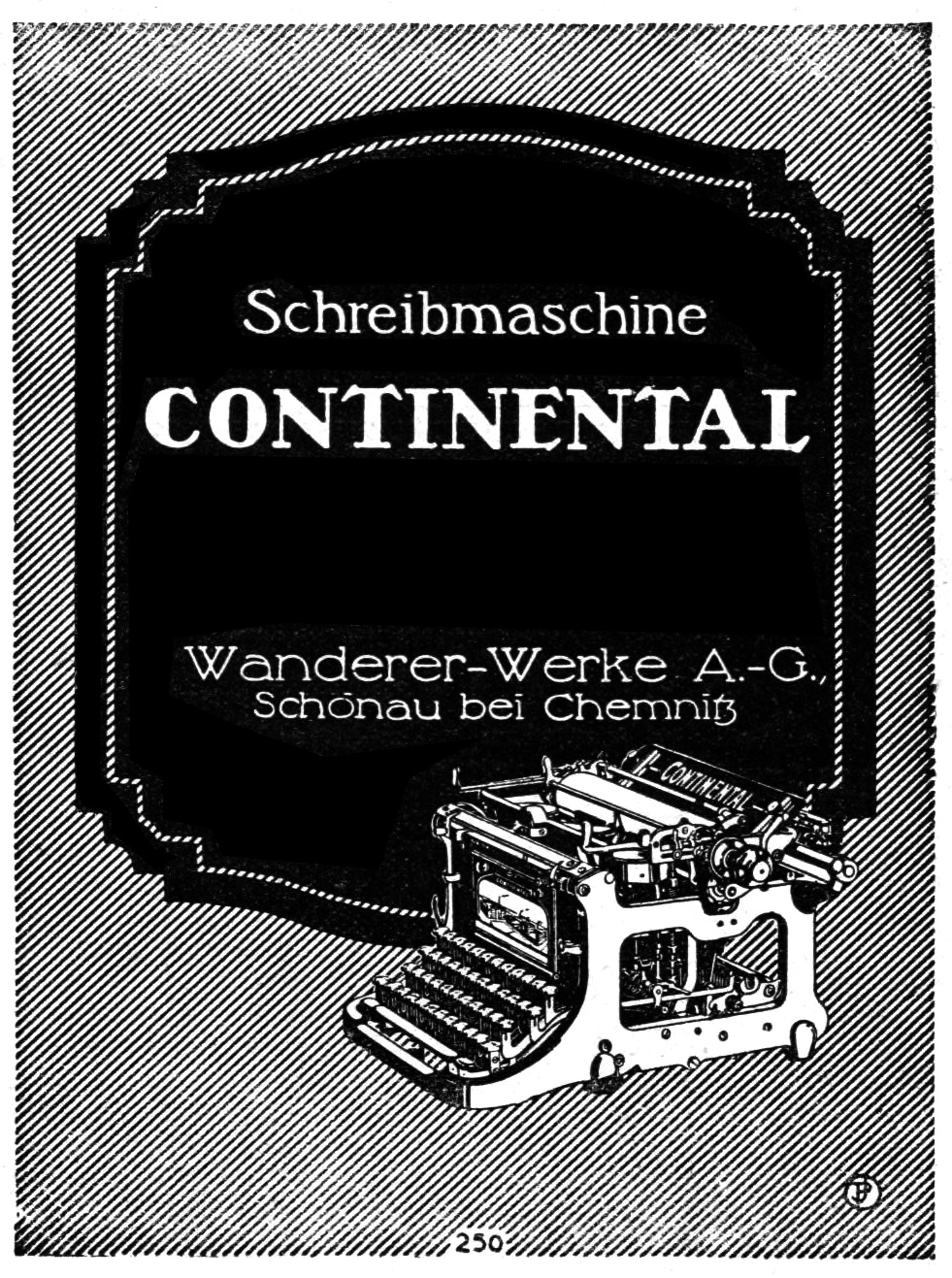
ملصق إعلاني عن آلة كاتبة في مجلة ألمانية يعود لعام 1919.

كان في الطلب على الآلات الكاتبة زيادة ملحوظة، حيث زادت مبيعات شركة ريمنغتون أحد أبرز صانعي هذه الآلة من 1,400 آلة كاتبة في عام 1882 إلى 14,000 آلة في عام 1887. وهذا مؤشر على أن الشركات بدأت تدرك القيمة العملية التي جلبتها هذه الآلات إلى السوق.

## التصميم

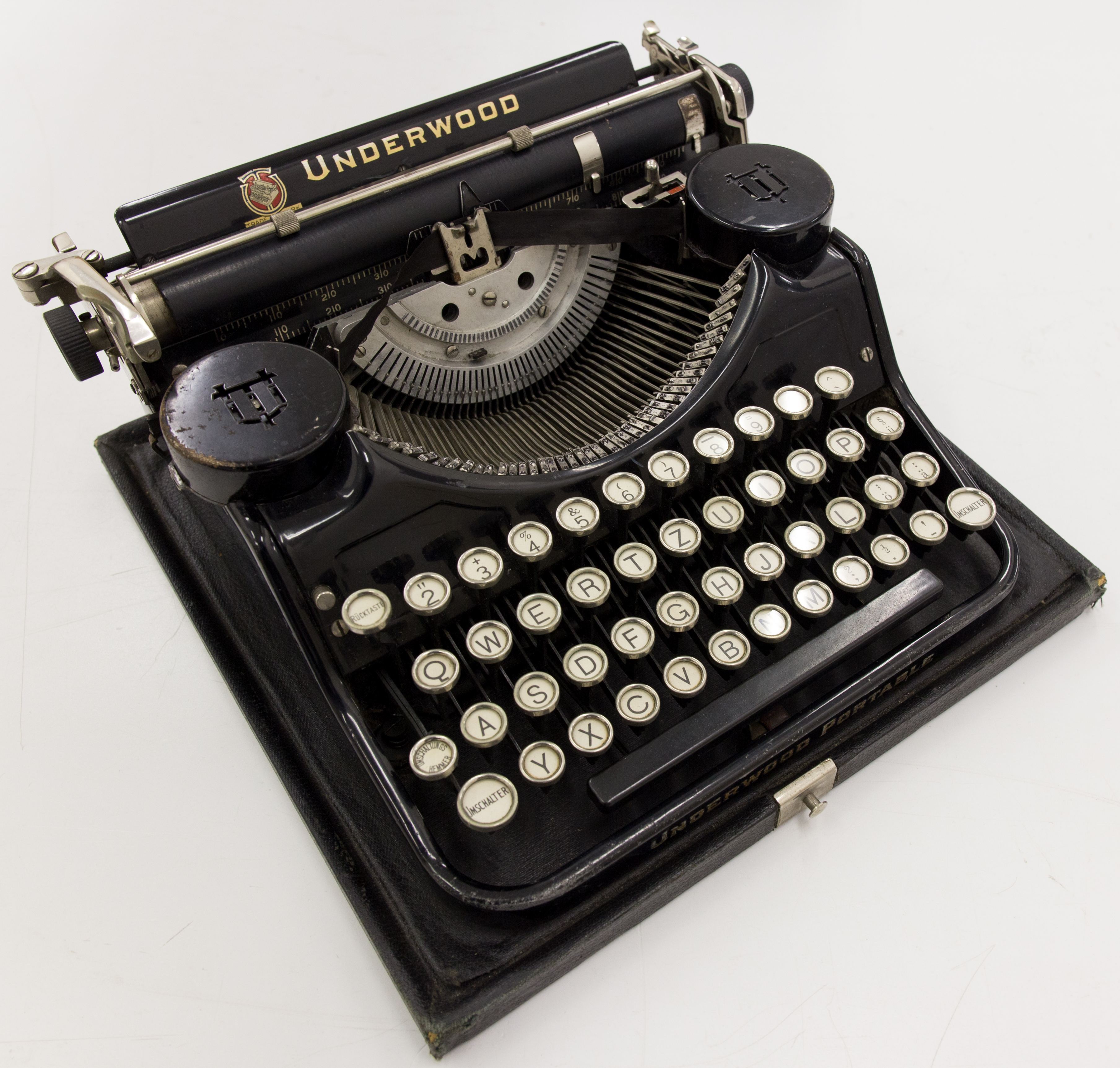
أندروود، الآلة الكاتبة التي تميزت بهندستها العالية.

في عام 1896 أطلقت شركة أندروود آلة كاتبة باسم (أندروود) واشتهرت بسرعة بفضل هندستها المتفوقة. وفي أوائل القرن العشرين ظهرت إمكانية جديدة في عمل الآلة الكاتبة حيث سمحت لمن يكتب بهذه الآلة بأن يرى النص وتشكّل الحروف أثناء عملية الكتابة، مما سهّل اكتشاف وتصحيح الأخطاء فورًا؛ بدلاً من الانتظار حتى الانتهاء من كتابة كامل الصفحة.
ثم قامت الشركات المنتجة للآلات الكاتبة بصناعة آلات صغيرة يمكن حملها والتنقل بها، الأمر الذي سهّل عمل الصحفيين والمسافرين.

### كويرتي (QWERTY)

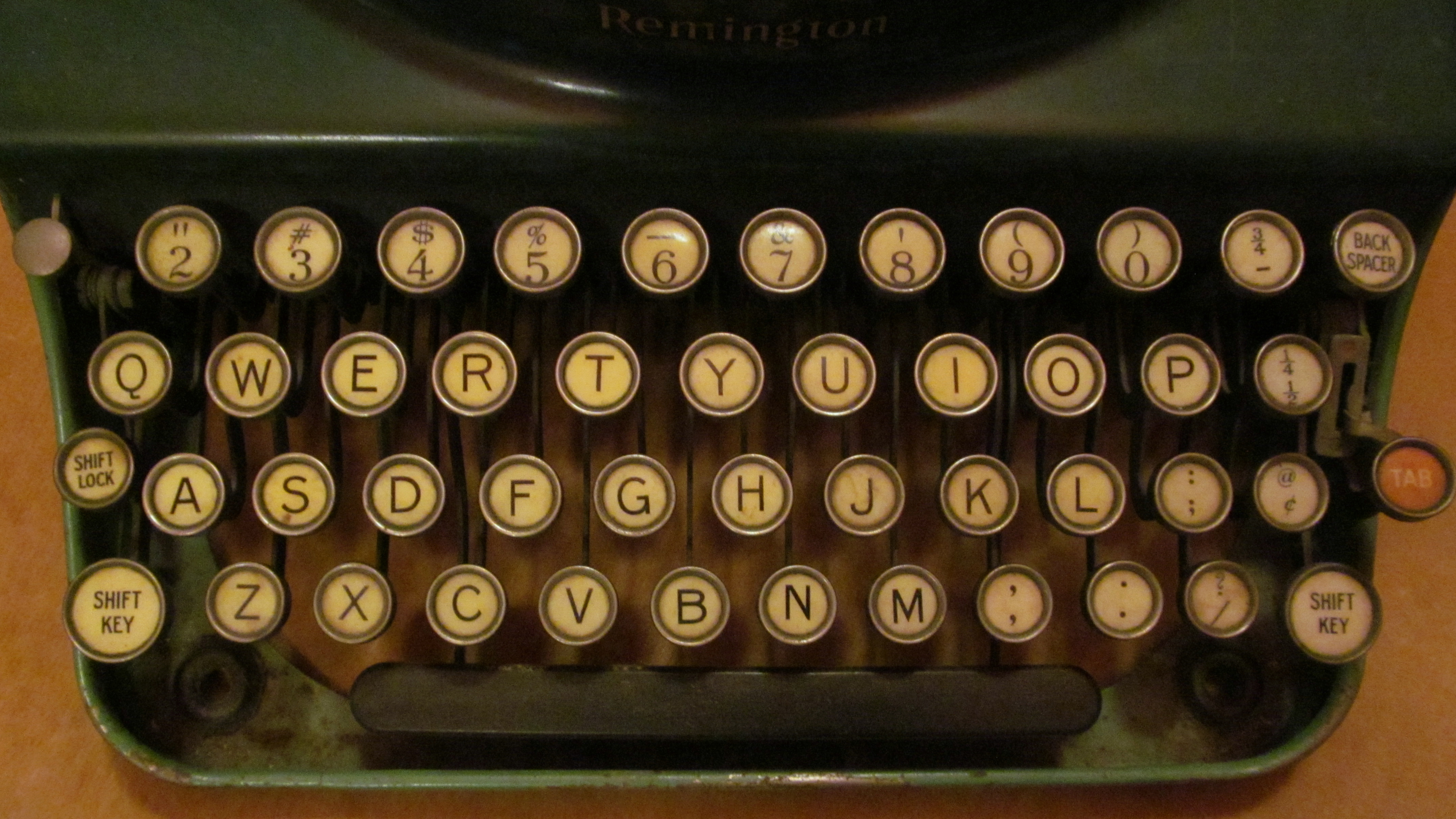
ترتيب كويرتي (QWERTY) الذي أصبح معيارًا للوحات المفاتيح حتى بعد رحيل الآلة الكاتبة.

ابتكر شولز ترتيبًا لأحرف الطباعة عُرف بكويرتي (QWERTY) لبعثرة الحروف على لوحة الطباعة بطريقة خاصة؛ بدلًا من إدراجها بالترتيب الأبجدي المألوف، وكان الهدف منه تقليل مشكلة انغلاق المفاتيح أثناء عملية الكتابة.
ترتيب كويرتي لا يزال مستخدمًا حتى اليوم حتى مع تراجع الآلة الكاتبة. حيث اعتاد عليه الناس وصار من المتعذر استبداله بترتيب آخر، ولهذا أصبح معيارًا لتصميم لوحات مفاتيح الحواسيب الحديثة والنقالات وغيرها، مما يعتبر تأثيرًا مستمرًا من الآلة الكاتبة على التكنولوجيا الحديثة.

### آلة الكتابة الكهربائية

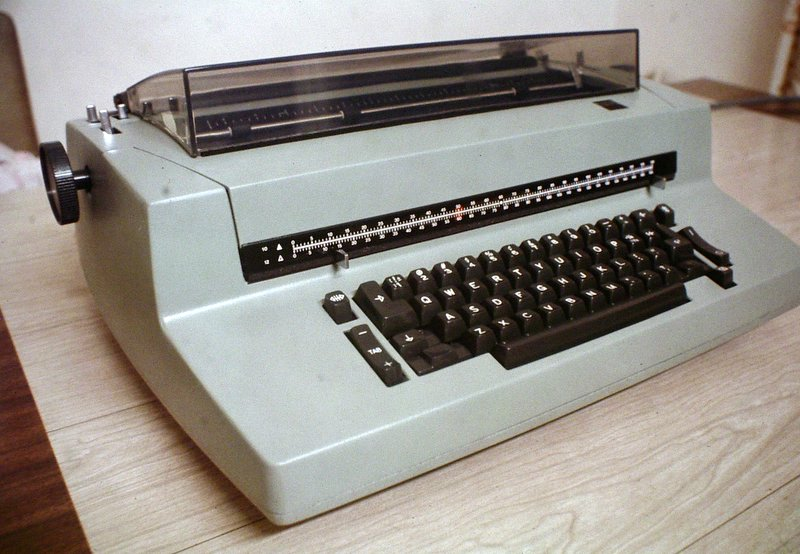
آلة كاتبة كهربائية من شركة IBM.

بدأت الطابعات الكهربائية بالظهور في فترة الحربين العالميتين، حيث نزلت في الأسواق طابعة IBM Model 01 في عام 1935. وبحلول منتصف القرن العشرين انتقلت الكثير من الشركات والدوائر الحكومية من الآلات الميكانيكية اليدوية إلى الآلات الكاتبة الكهربائية؛ وقد أدّى ذلك إلى زيادة سرعة الطباعة وتقليل الجهد البدني الذي يبذله مستخدمو هذه الآلات، مما سهّل الكتابة وارتفع بمستوى جودتها.

### وظائف وخصائص جديدة
استمرت الآلات الكاتبة بالتطور وظهرت فيها ميزات جديدة حينها، فطابعة الانتقائية (Selectric) من IBM التي صدرت عام 1961 أتاحت لمستخدميها خيارات الكتابة بخطوط وأحجام مختلفة. ثم ظهرت تقنية شريط التصحيح الذي أمكن بفضله تصحيح الأخطاء بسهولة دون الحاجة إلى إعادة كتابة الملف الورقي بأكمله. وجاءت ميزة العودة التلقائية للحامل إلى بداية السطر فحسّنت من سرعة العمل وتوفير الوقت والجهد.

## آلة كاتبة عربية

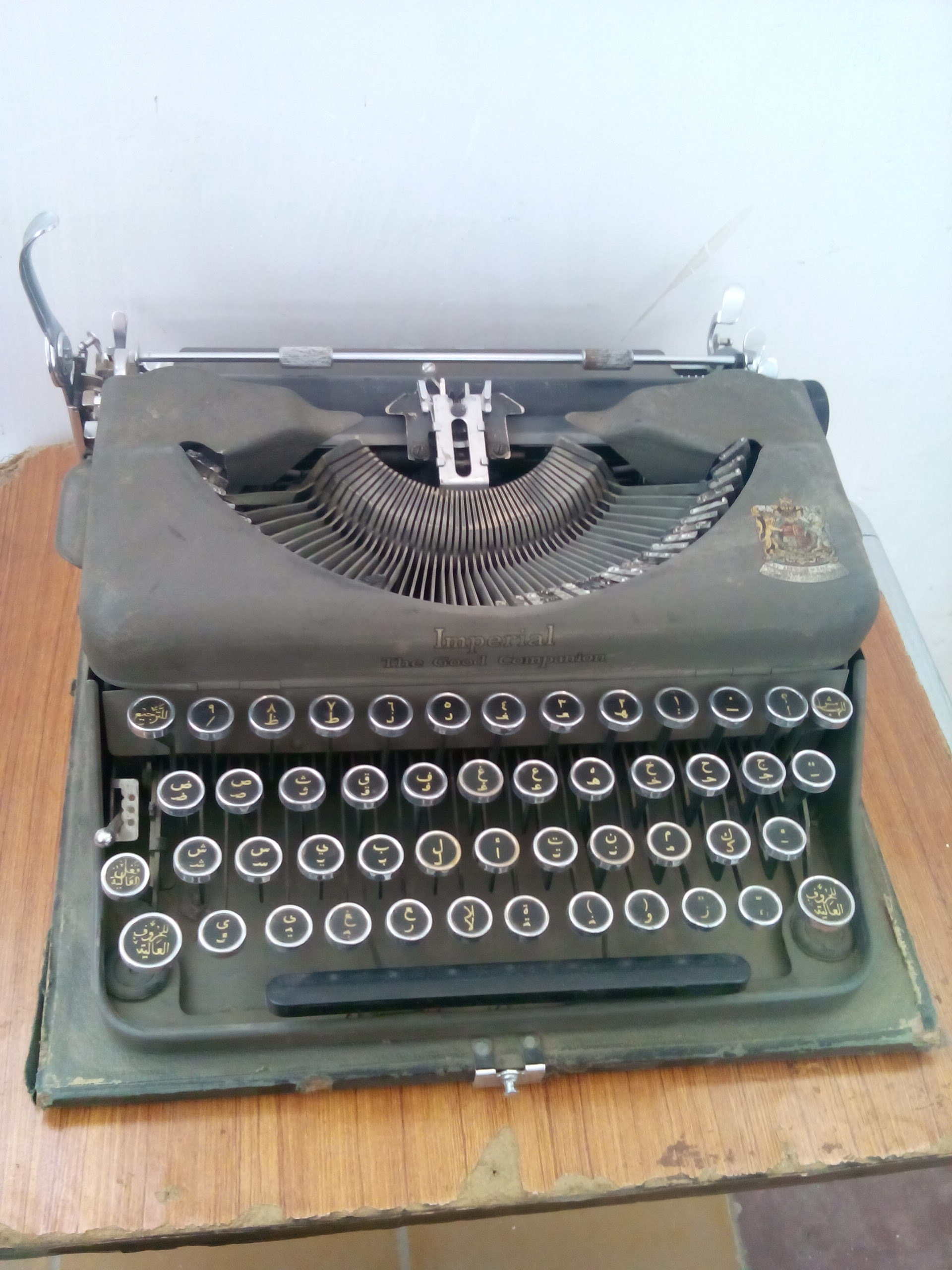
آلة كاتبة تطبع الأحرف باللغة العربية

صممت أول آلة كاتبة عربية على يد المصريين فيليب واكد وسليم شبلي سعد حداد، وهما مهاجران من لبنان، حيث تمكنا من إدخال الحروف العربية على الآلة الكاتبة الإفرنجية، وهكذا ظهرت في مصر أول آلة كاتبة عربية اسمها حداد عام 1914.

## تأثير الآلة الكاتبة

### التأثير الاقتصادي
- سرعة وزيادة الإعمال المكتبية: انتشرت الآلة الكاتبة في القرن التاسع عشر وتحديدًا في عام 1888. وفقًا لتقارير نشرها بي جي هوبرت[9] في تلك الفترة، فبالرغم من أن الآلة لم تتجاوز حينها عقدها الأول من الزمن إلا أنها أحدثت ثورةً في أساليب العمل في المكاتب؛ حيث ساهمت في تسريع كتابة الوثائق والرسائل وأصبحت الملفات بفضلها أكثر كفاءةً وأناقةً بالمقارنة مع الكتابة بالقلم. وقد أشارت التقارير إلى أن الآلة الكاتبة بسبب سرعتها يمكن أن توفّر نحو 40 دقيقة من كل ساعة مقارنةً باستخدام القلم.[7] لذلك أصبحت عنصرًا أساسيًا في مكاتب العمل.[4]

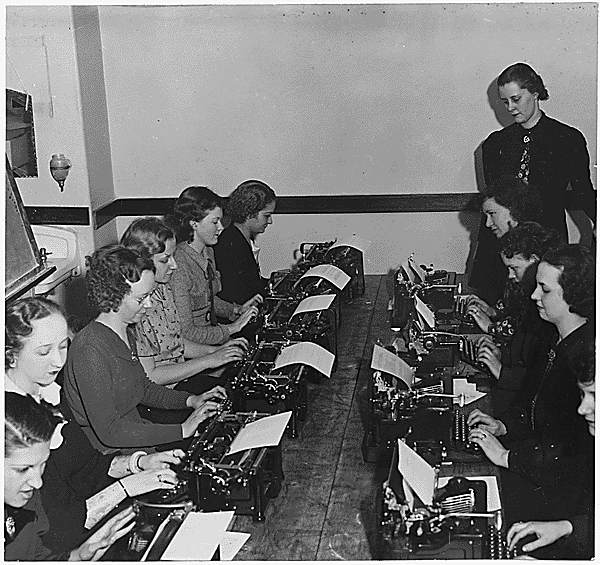
الآلة الكاتبة وفرت فرص عمل جديدة للمرأة.

- فرص عمل جديدة للمرأة: ساعدت الآلة الكاتبة في تغيير دور المرأة في سوق العمل خلال القرنين التاسع عشر والعشرين. فمع ظهور هذه الآلة وانتشارها بدأت النساء في دخول مجالات العمل المكتبي بشكل متزايد، إذ كان العمل على هذه الآلات يعتبر عملًا مناسبًا للمرأة. في عام 1870 كانت نسبة النساء في الوظائف المكتبية لا تتجاوز 2.5%، ولكن بحلول عام 1930، ارتفعت هذه النسبة إلى 52.5%، مما يدل على تحول كبير في هذا المجال.[10] وبعد أن كانت الظروف الاجتماعية تقيّد عمل المرأة أصبح العمل على الآلة الكاتبة هو عمل المرأة.[11] وخلال الحربين العالميتين زادت الحاجة إلى النساء في المكاتب بسبب غياب الرجال وانخراطهم في الخدمة العسكرية. هذا الأمر ساعد في زيادة حضور المرأة في العمل المكتبي ككاتبة أو سكرتيرة، واكتسبت العديد من النساء مهارات جديدة في الكتابة وسائر الأعمال المكتبية، وهذا ساهم في تغيير النظرة التقليدية لدور المرأة في المجتمع.[11]

### التأثير الثقافي

إرنست همغنواي وآلته الكاتبة.

ساعدت الآلة الكاتبة على سرعة وتسهيل عملية الكتابة بسبب تحويلها الكتابة اليدوية إلى كتابة مطبوعة بشكل أسرع وبأحرف أنيقة تسبب ذلك في جعل الآلة الكاتبة الأداة المفضلة لكثير من الكُتّاب المشهورين مثل أجاثا كريستي وإرنست همنغواي ومارك توين. استخدم هؤلاء الأدباء الآلة الكاتبة لصياغة رواياتهم وقصصهم، وأقبل على استخدامها آخرون وكتبوا بها آثارهم الأدبية المختلفة.

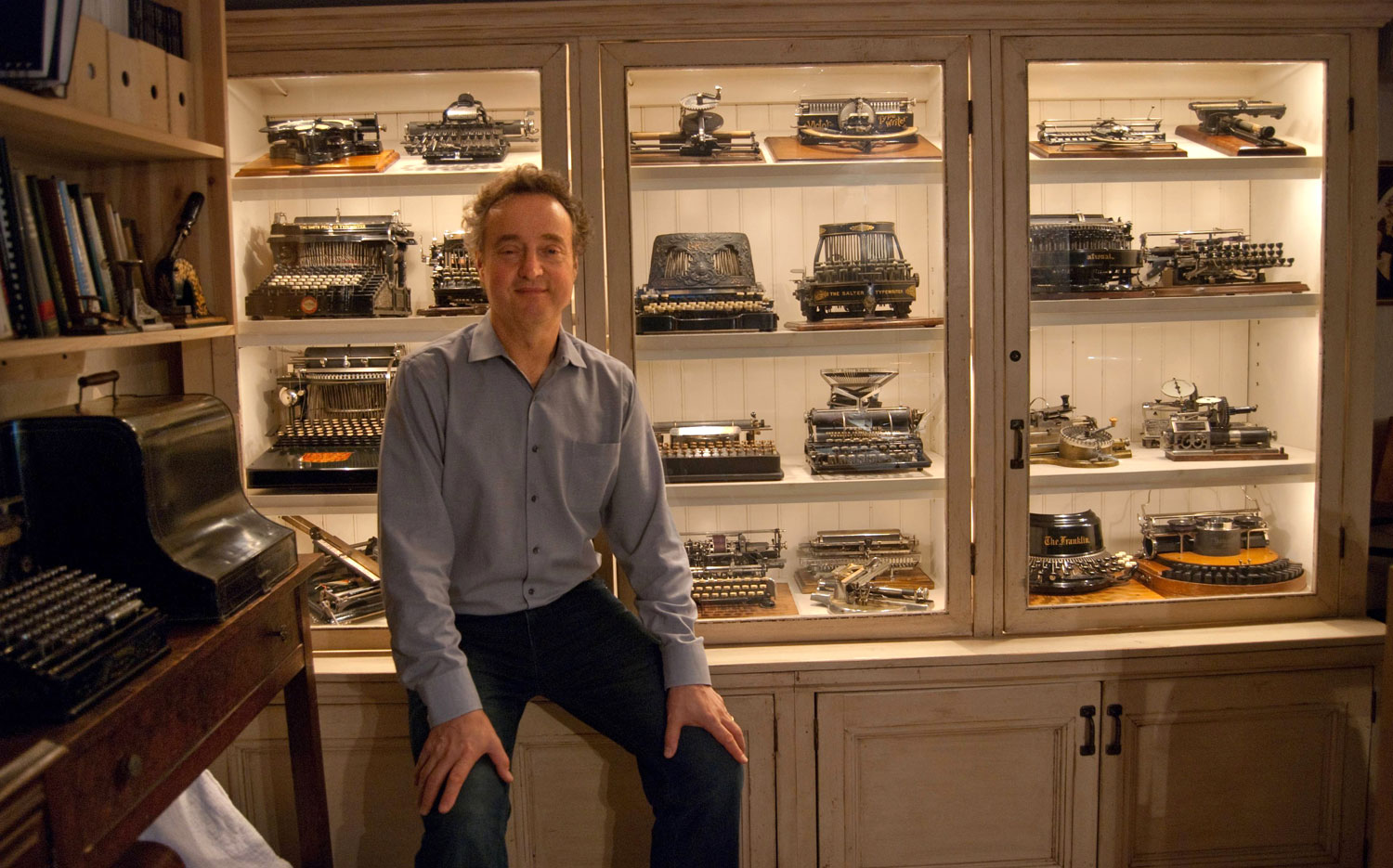
لايزال الهواة يجمعون الآلات الكاتبة باعتبارها رمزًا فنيًا وإبداعيًا.

وفي العصر الحالي ظهرت الآلة الكتابة في العديد من الأفلام الشهيرة مثل الخلاص من شاوشانك والبريق، حيث تجسد الأمل والتوتر الإبداعي وتعتبر شخصيات ثانوية في السرد القصصي. كما استخدمت هذه الآلات في المسلسلات مثل الأربعاء والتاج، حيث اعتبرت رمزًا يحكي تقاليد وأسلوب الحياة في الزمن القديم، وأضافت عمقًا وتفاصيل تعبيرية حول الشخصيات والسياق. عادت الآلة الكاتبة للظهور في السنين الأخيرة كنوع من النوستالجيا، حيث لا زال يكتب بها بعض الأدباء لأسباب جمالية ورغبةً في سماع الصوت الإيقاعي لطقطقة المفاتيح، مما يعيد الإحساس بالاتصال بين الكاتب وعمله والحنين إلى الماضي. استُعملت الآلات الكاتبة كأداة إبداعية للكتّاب المشهورين مثل توم هانكس ودانيال ستيل، حيث ساهمت في تشكيل أسلوبهم ومحتوى أعمالهم. وحتى الجيل الجديد الذي لم يعاصر هذه الآلة بدأ باستعمالها والانجذاب إليها باعتبارها ظاهرة فنية وإبداعية‘؛ حيث أقيمت ورشات تدريب ومعارض للاحتفاء بالآلة الكاتبة. وهكذا ارتبطت هذه الآلة بجمالية الكتابة القديمة في الثقافة والأدب. ولازال يُعتبر صوتها الفريد رمزًا للكتابة والابداع.